# Critical Review
Critical Review pełna nazwa: „Critical Review: An Interdisciplinary Journal of Politics and Society” dosł. „Przegląd Krytyczny: Interdyscyplinarne Czasopismo polityczno-społeczne” – anglojęzyczny kwartalnik wydawany przez Critical Review Foundation, Inc. – niekomercyjną organizację edukacyjną. Czasopismo stało się wiodącym forum dla naukowców podejmujących się analiz i badań jak wyidealizowany ustrój społeczno-polityczny oparty na liberalizmie, demokracji i kapitalizmie jest możliwy do zaimplementowania w rzeczywistości.

## Polscy współautorzy
W periodyku zamieszczali swoje artykuły również polscy naukowcy m.in.:
- Leszek Kołakowski
- Andrzej Walicki
- Ryszard Legutko
- Joanna Mizgała
- Mateusz Machaj
- Juliusz Jabłecki

Spośród wymienionych powyżej autorów w skład rady programowej pisma wchodzi Andrzej Walicki, przed śmiercią także Leszek Kołakowski.